# Bundesfachschule für Flugtechnik
Die Bundesfachschule für Flugtechnik ist eine öffentliche Schule des Staates Österreichs in Langenlebarn auf dem Gelände des Fliegerhorstes Brumowski.

## Allgemeines
Die Bundesfachschule für Flugtechnik nimmt jährlich etwa 48 neue Schülerinnen und Schüler auf. Die in Österreich und Europa einzigartige Schule nimmt Schüler aus allen Teilen Österreichs auf. Daher gibt es auf dem Kasernengelände ein vom Bundesheer betriebenes Internat, das Teil der Flieger- und Fliegerabwehrtruppenschule (FlFlATS) ist. Das Internat war bis 2008 der Heeresversorgungsschule (HVS) unterstellt.

## Ausbildung
Die vierjährige Schulausbildung wird jährlich von ca. 25 Schülern abgeschlossen.
Die Schüler der Bundesfachschule für Flugtechnik können ab der 2. Klasse Zusatzprüfungen zur Erlangung der EASA Part-66 Zertifizierung (Vorschriften für die Lizenzierung von Wartungspersonal) ablegen, die sie zur Arbeit in der internationalen Luftfahrt berechtigt. Der Lehrplan wurde dazu den Anforderungen der Europäischen Agentur für Flugsicherheit (EASA) angepasst.